# Ladislav Hospodar
Ladislav Hospodar (* 17. Oktober 1957 in Stretavka, Tschechoslowakei; † 11. Mai 2023 in Iserlohn) war ein deutscher Eishockeyspieler, der unter anderem für den ESV Kaufbeuren und ECD Iserlohn in der Bundesliga aktiv war. 

## Karriere
Zu Beginn seiner Profikarriere spielte der aus der Tschechoslowakei stammende Hospodar in der Bundesliga fünf Jahre lang für den ESV Kaufbeuren, mit dem er nach den Play-offs in seiner ersten Saison den fünften und in den beiden folgenden Saisons jeweils den vierten Tabellenplatz erreichte. 1987 wechselte er erstmals nach Iserlohn, wo er mit Unterbrechung durch weitere Vereinswechsel insgesamt fünf Jahre aktiv war.
Nach der Insolvenz des ECD wechselte Hospodar während der Saison 1987/88 zum EV Füssen aus der 2. Bundesliga und war fortan nur noch in unteren Spielklassen aktiv. Mit dem ECD Sauerland stieg er im Jahr 1989 in die 2. Bundesliga auf, in der er in der Folgesaison zunächst für den ERC Westfalen Dortmund und EHC 80 Nürnberg auflief. Zur Saison 1990/91 kehrte er dann nach Iserlohn zurück, wo er 1994 die nächste Insolvenz erlebte. Nach einem Jahr bei den Schalker Haien spielte er in der Saison 1995/96 dem EC Devils Königsborn, mit dem er in die 1. Liga aufstieg. Nach dem Erfolg beendete er seine Karriere. 
Nach seiner aktiven Zeit betrieb er die Gaststätte Lindenhof im Zentrum von Iserlohn. Hospodar starb im Mai 2023 im Alter von 65 Jahren.

## Erfolge und Auszeichnungen
- 1989: Oberliga-Meister und Aufstieg in die 2. Bundesliga mit dem ECD Sauerland
- 1996: Aufstieg in die 1. Liga mit dem EC Devils Königsborn